# Миссисипский коршун
Миссисипский коршун (лат. Ictinia mississippiensis) — вид хищных птиц из семейства ястребиных. Перелётные птицы, гнездящиеся в Северной, а зимующие в Южной Америке.

## Описание
Миссисипский коршун — небольшой коршун с длиной тела от 33 до 37 см и размахом крыльев от 75 до 83 см. Как и у многих хищных птиц, самки, как правило, немного тяжелее самцов, их масса варьирует от 278 до 339 г, в то время как самцы весят от 216 до 269 г.  Взрослые птицы серого цвета. Самцы и самки внешне схожи, но у самцов немного более бледные голова и шея.

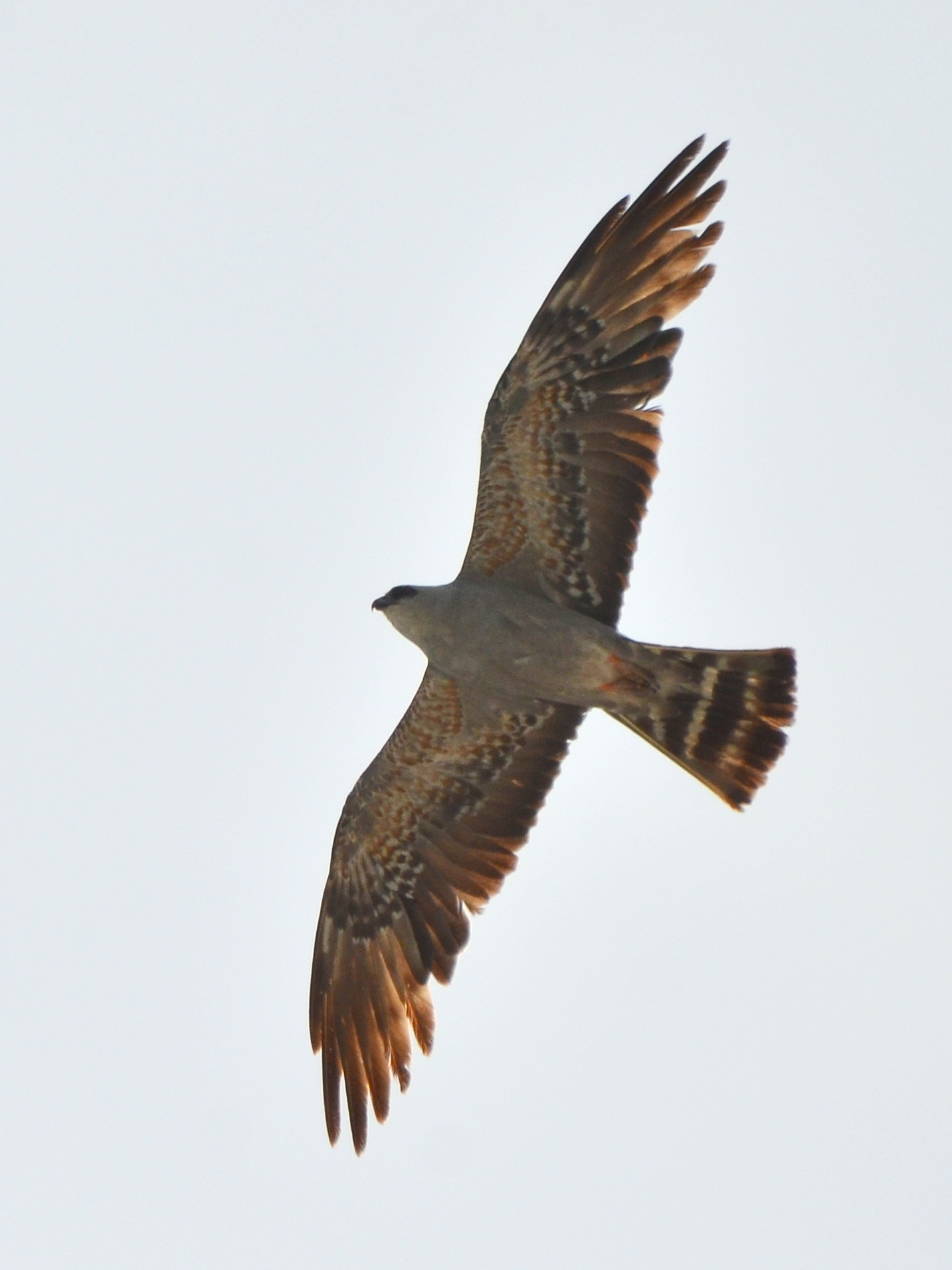
В полёте хорошо заметно укороченное первое маховое перо

## Питание
В состав рациона входят пойманные на лету насекомые, мелкие позвоночные, включая птиц, амфибий, рептилий и небольших млекопитающих.

## Размножение
Гнездятся в центральной и южной части США. Сезон размножения начинается в апреле—мае. Пары собираются вместе во время миграции или даже в местах зимовки. Гнездятся в небольших рыхлых колониях, в которых может быть от 20 до 50 гнёзд. Гнездо обычно сооружается на деревьях на высоте от 6 до 10 м от земли, но иногда может располагаться и значительно выше. Гнездо представляет собой платформу из веток, 20—40 см в поперечнике и высотой 10—15 см, внутри выстилается зелёными листьями. В кладке обычно два яйца (иногда одно или три). Яйца овальной или округлой формы размером около 1,3 × 1,6 см, обычно однородно голубовато-белого цвета, лишь изредка с коричневатыми пятнами. Инкубационный период составляет 30—32 дня. В строительстве гнезда, насиживании и выкармливании птенцов принимают участие оба родителя. Птенцы полностью оперяются через 33—40 дней, но остаются вблизи гнезда ещё в течение 18—22 дн.. За последние 75 лет гнездовые привычки представителей вида претерпели изменения. Ранее они гнездились в лесах и саваннах, теперь же активно используют урбанизированные зоны. Лишь каждая вторая пара выводит птенцов успешно. Средняя продолжительность жизни составляет 8 лет.
МСОП присвоил виду охранный статус LC.